# Vestlige Tatra
De vestlige Tatrabjerge (slovakisk: Západné Tatry ; polsk: Tatry Zachodnie) er et bjergområde i Tatrabjergene, der er en del af Karpaterne, og ligger i det polsk - slovakiske grænseområde. Bjergene grænser op til høje Tatra i øst, Podtatranská kotlina i syd, Chočbjergene i vest og Rów Podtatrzański ( slovakisk: Podtatranská brázda) mod nord. Hovedryggen er 37 kilometer lang, og bjergkæden omfatter 31 bjerge over 2.000 moh.
Vestlige Tatra er det næsthøjeste bjergkæde både i Polen og Slovakiet; dens højeste top er Bystrá på 2.248 meter. Andre bemærkelsesværdige bjerge inkluderer Jakubiná (2.194 moh.), Baranec (2.184 moh.), Baníkov (2.178 moh.), Tri kopy (2.136,3 moh.), Plačlivé (2.125,1 moh.), Ostrý Roháč (2.087,5 moh.), Volovec (polsk: Wołowiec ; 2.064 moh.) , Kasprowy Wierch (slovakisk: Kasprov vrch ; 1.987 moh.) og Giewont (1.894 moh.). I Slovakiet ligger de delvist i de traditionelle regioner Liptov og Orava . Det højeste punkt i Polen er Starorobociański Wierch (2.176 moh.).
Alle besøgende i den slovakiske del af de vestlige Tatras har siden 1. juli 2006 været forpligtet til at dække alle udgifter til evt. redning fra Mountain Rescue Service . Det er forbudt for besøgende at forlade de afmærkede turistruter, det er strengt forbudt at sove i bjergene eller tænde bål .

## Inddeling
De vestlige Tatraer er opdelt i 6 regioner på den slovakiske side og 4 på den polske side.
Den slovakiske del af vestlige Tatras:
- Osobitá (højeste punkt: Osobitá, 1.687 moh.)
- Sivý vrch (højeste punkt: Sivý vrch, 1.805 moh.)
- Liptovské Tatry (højeste punkt: Bystrá, 2.248 moh.)
- Roháče (højeste punkt: Baníkov, 2.178 moh.)
- Červené vrchy (højeste punkt: Kresanica / Krzesanica, 2.122 moh.)
- Liptovské kopy (højeste punkt: Veľká kopa, 2.052 moh.)

Den polske vestlige Tatraer:
- Grześ
- Kasprowy Wierch
- Czerwone Wierchy (svarer til Červené vrchy, højeste punkt: Kresanica / Krzesanica, 2 122 moh.)
- Ornak

## Natur og beskyttelse
De vestlige Tatras er beskyttet af nationalparkerne Tatra Nationalpark i Slovakiet og Tatra Nationalpark i Polen.

### Småsøer
Der er mellem 20 til 32 tjerner (slovakisk: pleso) i de Vestlige Tatras. Det nøjagtige antal er vanskeligt at få på grund af manglen på en nøjagtig definition, Følgende er en liste over 15 største tjerner i det vestlige Tatras:
| Billede | Slovakisk navn         | Polsk navn               | Højde ( moh. ) | Areal ( ha ) | Dybde ( m ) |
| ------- | ---------------------- | ------------------------ | -------------- | ------------ | ----------- |
|         | Dolné Roháčske pleso   | Niżni Staw Rohacki       | 1.563          | 2,22         | 6,3         |
|         | Horné Roháčske pleso   | Wyżni Staw Rohacki       | 1.718          | 1,45         | 8,1         |
|         | Dolné Jamnícke pleso   | Niżni Jamnicki Staw      | 1.728          | 1,13         | 4,0         |
|         | Horné Bystré pleso     | Wielki Staw Bystry       | 1.875          | 0,86         | 12,5        |
|         | Horné Račkovo pleso    | Zadni Staw Raczkowy      | 1.717          | 0,74         | 10,0        |
|         | Tretie Roháčske pleso  | Pośredni Rohacki Staw    | 1.653          | 0,61         | 3,7         |
|         | Horné Jamnícke pleso   | Wyżni Jamnicki Staw      | 1834           | 0,41         | 8,0         |
|         | Spodné Bystré pleso    | Niżni Staw Bystry        | 1.837          | 0,34         | 4,0         |
|         | Pleso pod Zverovkou    | Stawek pod Zwierówką     | 983            | 0,31         | 1,2         |
|         | Ťatliakovo pleso       | Czarna Młaka             | 1.370          | 0,28         | 1,2         |
|         | Druhé Roháčske pleso   | Mały Rohacki Staw        | 1.650          | 0,28         | 1.3         |
|         | Horné Tomanovo pleso   | Wyżni Tomanowy Stawek    | 1.592          | 0,19         | 1,0         |
|         | Žiarske pleso          |                          | 1.860          | 0,11         | 0,8         |
|         | Kobylie pleso          | Kobyli Stawek            | 1.742          | 0,10         | 1,5         |
|         | Biele Bobrovecké pleso | Biały Stawek Bobrowiecki | 1.502          | 0,10         | 1,5         |

### Huler
- Jaskinia Wielka Śnieżna, den største og dybeste hule i Polen
- Brestovská-hulen har unikt en underjordisk flod

## Turisme
Der er fire turistcentre inden for det vestlige Tatras-område: Zverovka, Brestová og Ťatliakova chata i den nordlige region og Žiarska chata i den sydlige region. Alle andre turistcentre ligger ved bjergenes ydre grænser for, herunder: Oravice, Zuberec, Bobrovecká vápenica, Žiar, Konská, Jakubovany - Studená dolina, Pribylina, Podbanské .
- Ostrý Roháč
- Ostrý Roháč og Plačlivé
- Plačlivé
- Goryczkowa Czuba
- Druhé Roháčske pleso
- Chochołowska-dalen, Mnichy Chochołowskie
- Giewont og Czerwony Grzbiet
- Giewont fra øst
- Polana Stoły
- Polana Jamy